# فيل نيفيل
فيليب جون نيفيل (من مواليد 21 يناير 1977 في بوري في إنجلترا-)، لاعب كرة قدم إنجليزي سابق ومدرب كرة قدم حالي، يعمل مساعدا لشقيقه غاري نيفيل في نادي فالنسيا.
بدأ مسيرته الكروية مع نادي مانشستر يونايتد في عام 1994، ولعب معهم حتى عام 2005، وشارك معهم في 263 مباراة وسجل 5 أهداف، ومنذ عام 2005 وهو يلعب مع نادي إيفرتون. اعتزل لعب كرة القدم في 9 يونيو 2013 وبعد اعتزاله تم تعيينه كمساعد مدرب لنادي مانشستر يونايتد.
بدأ باللعب مع منتخب إنجلترا لكرة القدم في عام 1996.

## السيرة مع الأندية

### مانشستر يونايتد
ولد في بوري، مانشستر الكبرى، كان فيل نيفيل، جنبا إلى جنب مع شقيقه غاري واحدا من «أشبال فيرجسون».
بدأ التدريب مع أكاديمية مانشستر جنبا إلى جنب مع شقيقه، ثم انضم في وقت لاحق كمتدرب، وكان ظهوره مع الفريق الأول لأول مرة في موسم 1994-1995 ولكن لم يحصل على العديد من الفرص للعب مع الفريق الأول حتى الموسم التالي.
عندما كان في ملعب اولد ترافورد، ساعد نيفيل مانشستر يونايتد على الفوز بستة ألقاب للدوري الممتاز، وثلاث بطولات لكأس الاتحاد ودوري أبطال أوروبا.لم يكن فيل الخيار الأول في مركز الظهير الأيسر حتى بداية الألفية نظرا لكبر سن دينيس ايروين.

### إيفرتون
في 4 آغسطس 2005، انضم نيفيل إلى ايفرتون ووقع على عقد لمدة خمسة اعوام مقابل ما يزيد 3.5 مليون جنيه استرليني. لعب لأول مرة في التصفيات المؤهلة لدوري أبطال أوروبا ضد فياريال الإسباني، ولعب وجها لوجه مع زميله السابق في مانشستر يونايتد دييغو فورلان. في نهاية الأسبوع التالي، لعب نيفيل أول مباراة في الدوري الممتازة مع ايفرتون ضد مانشستر يونايتد. المباراة هي الأولى التي يلعب فيها فيل وشقيقه غاري لفرق مختلفة.
جدية نيفيل، ومعدل العمل والاستعداد للعب في أي مكان كانت من الأمور المفضلة لمدير الفريق ديفيد مويس.
في يناير 2007 - أصبح فيل نيفيل قائد الفريق.
في مباراة مانشستر يونايتد مقابل ايفرتون يوم 29 نوفمبر 2006، أصبح فيل وشقيقه غاري أول الأشقاء يحملون شارة القيادة ضد بعضهما البعض في الدوري الممتاز.
وسجل أول هدف له مع ايفرتون في الدوري الممتاز ضد نيوكاسل يونايتد 3-0 في 30 ديسمبر 2006.
في 9 أبريل عام 2013، أعلن أنه سيترك ايفرتون في نهاية الموسم عندما ينتهي عقده. أعلن فيما بعد اعتزاله من كرة القدم.

## المسيرة الدولية
شملت مسيرة نيفيل مع منتخب إنجلترا شرف كونه أصغر عضو في فريق تيري فينابلز ليورو 96، على الرغم من انه لم يركل الكرة (لعب شقيقه في كل مباراة حتى الدور نصف النهائي)؛ كان واحدا من اللاعبين الذين تم اسبعادهم في اللحظة الأخيرة من قبل غلين هودل عندما كان اختار التشكيلة النهائية لكأس العالم 1998.
كان فيل لفترة وجيزة الخيار الأول في مركز الظهير الايسر في عام 2000 تحت إدارة كيفن كيغان.
على الرغم من أنه كان في صفوف منتخب بلاده في بطولة عام 1996، 2000 و2004 الأوروبية، وبعد 59 مباراة دولية إنجلترا (23 كبديل)، لم يشارك نيفيل أبدا في نهائيات كأس العالم.
يوم 23 مايو عام 1996، التحق بفريق انكلترا هو وشقيقه غاري نيفيل لمباراة ضد الصين؛ كان الاخوان قد ظهرا معا أيضا في عام 1996 غي نهائي كأس الاتحاد الإنجليزي في وقت سابق، وبالتالي كان الزوج الأول من الإخوة يلعبون في الجانب الفائز بكأس الاتحاد الإنجليزي ومنتخب إنجلترا في نفس الموسم منذ هيوبرت وفرانسيس هيرون في عام 1877، قبل 119 سنوات.
لديه غاري وفيل نيفيل الرقم القياسي للعب مع منتخب انكلترا معا كأشقاء (142) وعدد المباريات التي بدأها الشقيقين مع انكلترا بلغت (31) مباراة.

## وصلات خارجية
فيل نيفيل على موقع الاتحاد الدولي (مؤرشف)  (الإنجليزية)
- فيل نيفيل على موقع الاتحاد الأوربي (الإنجليزية)
- فيل نيفيل على موقع قاعدة بيانات كرة القدم.إي يو (الإنجليزية)
- فيل نيفيل على موقع ليكيب (الفرنسية)
- فيل نيفيل على موقع ناشيونال فوتبول تيمز (الإنجليزية)
- فيل نيفيل على موقع Soccerbase.com (لاعب) (الإنجليزية)
- فيل نيفيل على موقع Soccerway.com (الإنجليزية)
- فيل نيفيل على موقع عالم كرة القدم.نت (الإنجليزية)
- فيل نيفيل على موقع AS.com (الإسبانية)